# Северо-западный диалект башкирского языка
Северо-западный диалект башки́рского языка (также западный диалект; баш. төньяҡ-көнбайыш диалект) — по некоторым данным один из диалектов башкирского языка, однако большинством исследователей говоры данного диалекта относятся к казанскому диалекту татарского языка, и абсолютное большинство тюркоязычного населения территорий распространения данного диалекта в переписях указывают свой язык татарским, а не башкирским или одним из его диалектов, татарский язык является здесь официальным языком в школьном образовании, а также в культурно-массовой, административно-хозяйственной деятельности местного татарского и башкирского населения.

## Ареал

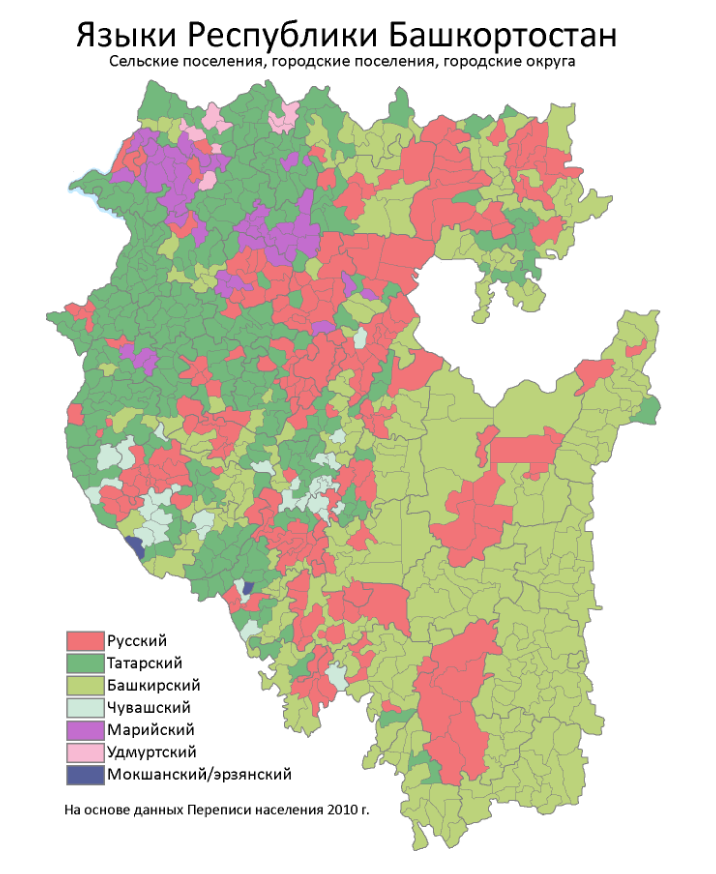
Языки республики Башкортостан по городским и сельским поселениям по данным переписи 2010 г.

Согласно башкирскому учёному Р. З. Шакурову, северо-западный диалект башкирского языка распространён в Аскинском, Бакалинском, Балтачевском, Бирском, Благоварским, Благовещенском, Буздякском, Бураевском, Дюртюлинском, Ермекеевском, Илишевском, Караидельском, Краснокамском, Кушнаренковском, Татышлинском, Туймазинском, Чекмагушевском, Шаранском и Янаульском районах Башкортостана, в Агрызском, Азнакаевском, Актанышском, Альметьевском, Бавлинском, Бугульминском, Муслимовском, Мензелинском, Сармановском, Ютазинском и других районах Республики Татарстан, в Бардымском, Куединском, Пермском, Уинском, Чернушинском и других районах Пермского края, а также в ряде населённых пунктов западной части Оренбургской области.
Однако абсолютное большинство тюркоязычного населения данных территорий в переписях указывают свой язык татарским, а не башкирским или одним из его диалектов.

## Говоры
В северо-западном диалекте башкирского языка выделяют 5 говоров:
- гайнинский (тайнинский) (язык пермскских башкир);
- караидельский;
- нижнебельский (нижнебельско-ыкский);

- среднеуральский;
- таныпский.

## Лингвистическая характеристика
Советский лингвист-тюрколог и основоположник башкирского языкознания Джалиль Киекбаев не признал наличия третьего башкирского западного диалекта. В классификации ученого представлены только два диалекта башкирского языка: южный и восточный.
Советские башкирские языковеды Нагим Ишбулатов и Талмас Гарипов указывают на отсутствие в говорах северо-западной части Башкортостана специфических черт башкирского языка и относит их к среднему диалекту татарского языка.
Татарский ученый Анвар Афлетунов, изучавший говоры западной и юго-западной Башкирии, указывает, что говоры тептярей, татар, башкир, новобашкир на данной территории не различаются между собой, а также близки к татарскому литературному языку.

### Фонетика
Основными фонетическими особенностями северо-западного диалекта башкирского языка являются:
- употребление согласного [ч] вместо [с][18]: лит. «аҡсарлаҡ» (чайка) аҡ[с]арлаҡ — диал. аҡ[ч]арлаҡ[19] и т. д.;
- употребление согласного [с] вместо [һ]: лит. «һарымһаҡ» (чеснок) [һ]арым[һ]аҡ — диал. [с]арым[с]аҡ и т. д.;
- употребление согласного [ж] вместо [й] в начале слов: лит. «йомғаҡ» (клубок) [й]омғак — диал. [ж]омғаҡ[20] и т. д.;
- переход сочетания [өй][21] в [ү]: лит. «өйрәнеү» (учиться) [өй]рәнеү — диал. [ү]рәнеү, лит. «һөйләү» (рассказывать) һ[өй]ләү — диал. с[ү]ләү и т. д.;
- выпадение согласного [һ] в арабизмах: лит. «һауа» (воздух) [һауа] — диал. [ауа] и другие.

Гласный [ә] употребляется в первых слогах слов, начинающихся с согласных [к] и [т] также как и в литературном башкирском языке: лит. «кәрәк» (надо) к[ә]р[ә]к — диал. к[ә]р[ә]к; лит. «кәштә» (полка) к[ә]шт[ә] — диал. к[ә]шт[ә] и т. д.
В нижнебельско-ыкском и караидельском говорах, а также в языке мензелинских и бугульминских башкир, активно употребляется звук ð, который в башкирском литературном языке обозначается согласной буквой [ҙ]:
диал. бе[ҙ] — лит. «беҙ» (мы) бе[ҙ];
диал. се[ҙ] — лит. «һеҙ» (вы) һе[ҙ];
диал. ҡо[ҙ]а — лит. «ҡоҙа» (сват) ҡо[ҙ]а;
диал. И[ҙ]ел — лит. «Иҙел» (гидроним, Волга) И[ҙ]ел и т. д.
В караидельском говоре северо-западного диалекта также распространено:
- употребление диссимилятивных сочетаний [рт], [лт], [мт], [нт], [мк], [мҡ], [нҡ], [ңҡ] (как в среднем говоре южного диалекта): лит. «бында» (здесь) бы[нд]а — диал. мы[нт]а, «барҙы» (ходил) ба[рҙ]ы — ба[рт]ы и т. д.;
- согласное [ҙ] в начале аффиксов и частиц вместо [л], [н], [д]: лит. «ҡалала» (в городе) ҡала[л]а — диал. ҡала[ҙ]а, «барһа ла» (даже если пойдёт) барһа [л]а — барһа [ҙ]а и т. д.;
- переход сочетания [өй] в гласный [и][22]: лит. «төймә» (пуговица) т[өй]мә — диал. т[и]мә и т. д.;
- лабиализация гласных [ы] и [æ]: лит. «шыма» (гладкий) ш[ы]ма — диал. ш[о°]ма, «сепрәк» (тряпка) с[æ]прәк — с[ө]прәк и другие.

В гайнинском говоре северо-западного диалекта также распространено:
- употребление гласных [ы], [е] вместо [а], [ә]: лит. «ҡырау» (заморозки) ҡыр[а]у — диал. ҡыр[ы]у, лит. «берәү» (один) бер[ә]ү — диал. бер[е]ү и т. д.[23]

### Грамматика
Основными грамматическими особенностями северо-западного диалекта башкирского языка являются:
- продуктивность словообразовательных аффиксов -ма/-мә, -ыҡ/-ек: «болама» (беспорядок), «ҡатыҡ» (жёсткий) и т. д.;
- функционирование формы прошедшего времени глагола в сочетании с аффиксом -ганыйы /-гәнейе наряду с литературным вариантом -ғайны/ гәйне: лит. «саҡырғайным» (я позвал) — диал. «чаҡырғаныйым» и «чаҡырғайным», «үҫтергәйнек» (мы вырастили) — «үстергәнейек» и «үҫтергәйнек» и т. д.;
- функционирование архаичной формы повелительного наклонения глагола в сочетании с аффиксом -ың/-ең: лит. «алығыҙ» (возьмите) — диал. «алың», лит. «китегеҙ» (уходите) — диал. «китең» и т. д.;
- функционирование вариантов аффиксов единственного (-сың/-сең и -сын/-сен) и множественного (-сыз/-сез и -сығыҙ/-сегеҙ) числа в парадигме 2-го лица глагола: лит. «һорайһың» (спрашиваешь) — диал. «сурайсың» и «сурайсын», лит. «бараһығыҙ» (идёте) — диал. «барасыз» и «барасығыҙ» и т. д.